# Liga de Voleibol Superior Masculino 1992
La Liga de Voleibol Superior Masculino 1992 si è svolta nel 1992: al torneo hanno partecipato 15 franchigie portoricane e la vittoria finale è andata per la dodicesima volta, la quinta consecutiva, ai Changos de Naranjito.

## Regolamento
La competizione vede le quindici franchigie partecipanti affrontarsi senza un calendario rigido fino ad arrivare a ventotto incontri ciascuna:
- Le prime otto classificate accedono ai play-off scudetto, strutturati in quarti di finale al meglio delle tre gare, semifinali al meglio delle cinque gare e finale al meglio delle sette gare.

## Squadre partecipanti[1]
| - Bucaneros de Arroyo - Cafeteros de Yauco - Caribes de San Sebastián - Changos de Naranjito - Corsarios de Cabo Rojo - Criollos de Caguas - Gigantes de Adjuntas - Guayacanes de Guayanilla | - Leones de Ponce - Llaneros de Toa Baja - Patriotas de Lares - Plataneros de Corozal - Playeros de San Juan - Toritos de Cayey - Vampiros de Moca |

## Campionato

### Regular season

#### Classifica[1]
| Pos. | Squadra                  | Pt | G  | V  | P  | SV | SP | Ratio | PF | PS | Ratio |
| ---- | ------------------------ | -- | -- | -- | -- | -- | -- | ----- | -- | -- | ----- |
| 1    | Plataneros de Corozal    | 50 | 28 | 25 | 3  |    |    |       |    |    |       |
| 2    | Changos de Naranjito     | 50 | 28 | 25 | 3  |    |    |       |    |    |       |
| 3    | Leones de Ponce          | 38 | 28 | 19 | 9  |    |    |       |    |    |       |
| 4    | Patriotas de Lares       | 38 | 28 | 19 | 9  |    |    |       |    |    |       |
| 5    | Vampiros de Moca         | 36 | 28 | 18 | 10 |    |    |       |    |    |       |
| 6    | Caribes de San Sebastián | 34 | 28 | 17 | 11 |    |    |       |    |    |       |
| 7    | Playeros de San Juan     | 32 | 28 | 16 | 12 |    |    |       |    |    |       |
| 8    | Criollos de Caguas       | 26 | 28 | 13 | 15 |    |    |       |    |    |       |
| 9    | Cafeteros de Yauco       | 22 | 28 | 11 | 17 |    |    |       |    |    |       |
| 10   | Gigantes de Adjuntas     | 22 | 28 | 11 | 17 |    |    |       |    |    |       |
| 11   | Corsarios de Cabo Rojo   | 18 | 28 | 9  | 19 |    |    |       |    |    |       |
| 12   | Guayacanes de Guayanilla | 18 | 28 | 9  | 19 |    |    |       |    |    |       |
| 13   | Llaneros de Toa Baja     | 14 | 28 | 7  | 21 |    |    |       |    |    |       |
| 14   | Bucaneros de Arroyo      | 12 | 28 | 6  | 22 |    |    |       |    |    |       |
| 15   | Toritos de Cayey         | 10 | 28 | 5  | 23 |    |    |       |    |    |       |

| Ai play-off scudetto |

### Play-off[1]
|  | Quarti di finale | Quarti di finale         | Quarti di finale         |                      |                    | Semifinali            | Semifinali | Semifinali |  |  | Finale | Finale                | Finale |
|  |                  |                          |                          |                      |                    |                       |            |            |  |  |        |                       |        |
|  | 1                | Plataneros de Corozal    | 2                        |                      |                    |                       |            |            |  |  |        |                       |        |
|  | 8                | Criollos de Caguas       | 0                        |                      |                    |                       |            |            |  |  |        |                       |        |
|  | 8                | Criollos de Caguas       | 0                        |                      | 1                  | Plataneros de Corozal | 3          |            |  |  |        |                       |        |
|  |                  |                          |                          |                      | 1                  | Plataneros de Corozal | 3          |            |  |  |        |                       |        |
|  |                  | 5                        | Vampiros de Moca         | 2                    |                    |                       |            |            |  |  |        |                       |        |
|  | 4                | 5                        | Vampiros de Moca         | 2                    | Patriotas de Lares | 0                     |            |            |  |  |        |                       |        |
|  | 4                |                          |                          |                      | Patriotas de Lares | 0                     |            |            |  |  |        |                       |        |
|  | 5                | Vampiros de Moca         | 2                        |                      |                    |                       |            |            |  |  |        |                       |        |
|  |                  |                          |                          |                      |                    |                       |            |            |  |  | 1      | Plataneros de Corozal | 1      |
|  |                  |                          | 2                        | Changos de Naranjito | 4                  |                       |            |            |  |  |        |                       |        |
|  | 2                | Changos de Naranjito     | 2                        |                      |                    |                       |            |            |  |  |        |                       |        |
|  | 7                | Playeros de San Juan     | 0                        |                      |                    |                       |            |            |  |  |        |                       |        |
|  | 7                | Playeros de San Juan     | 0                        |                      | 2                  | Changos de Naranjito  | 3          |            |  |  |        |                       |        |
|  |                  |                          |                          |                      | 2                  | Changos de Naranjito  | 3          |            |  |  |        |                       |        |
|  |                  | 6                        | Caribes de San Sebastián | 0                    |                    |                       |            |            |  |  |        |                       |        |
|  | 3                | 6                        | Caribes de San Sebastián | 0                    | Leones de Ponce    | 0                     |            |            |  |  |        |                       |        |
|  | 3                |                          |                          |                      | Leones de Ponce    | 0                     |            |            |  |  |        |                       |        |
|  | 6                | Caribes de San Sebastián | 2                        |                      |                    |                       |            |            |  |  |        |                       |        |